# Metjen
Metjen est un dignitaire de l’Ancien Empire qui vivait à la toute fin de la IIIe dynastie puis sous le règne de Snéfrou de la IVe dynastie. Il est le fils d’un simple scribe et juge de nome, Anubisemânkh et d'une dame nommée Nebsent.

## Carrière

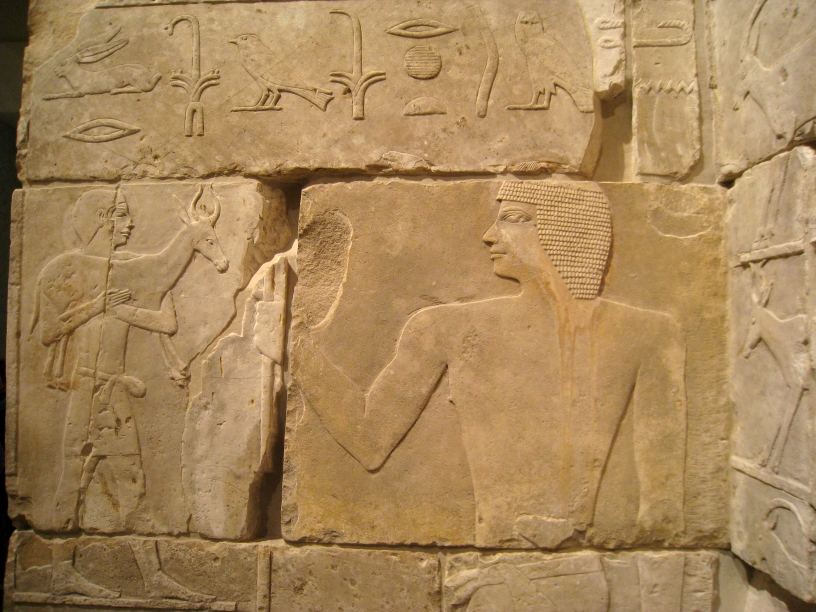
Portrait de Metjen avec certains de ses titres, provenant de sa chapelle funéraire - aujourd'hui à Berlin.

Metjen commença sa carrière comme chef des scribes et chargé d'affaires du bureau des approvisionnements (Sḥḏ-pr-ḥrj-wḏb), des responsabilités locales de collecte du grain, incluant des fonctions d'ordre judiciaire. Il passe ensuite à l'administration centrale en devenant responsable de la production de lin pour le palais. Metjen a eu ensuite une longue carrière d'administrateur. En effet, à l'échelon local, il a été « gouverneur » (ḥḳȝ) de divers domaines (pr) et « grands châteaux » (ḥw.t-ȝˁt) fournissant des denrées et situés dans l’ouest du delta du Nil. Ensuite, à l'échelle régional, il est « chef de missions » (jmy-rȝ wpt), zȝb, ḥrj-sḳr puis « administrateur territorial » (ˁḏ-mr) de divers nomes, dont deux en Haute-Égypte (peut-être une étape de carrière), le 16e nome de Basse-Égypte dans le Delta oriental et surtout de l'ensemble du Delta occidental avec les nomes 2, 3, 4/5, 6 et 7. C'est ainsi sous son administration que cette vaste zone est mise en culture par des « colons royaux » (nswtjw) que la monarchie installe. C'est également sous son administration que la frange occidentale du Delta est surveillée, zone qui pouvait être soumise à des incursions de Libyens,.
L'un des intérêts des titres de Metjen est qu'il nomme un domaine du roi Houni, une maison du ka (soit un domaine funéraire) de la reine Nimaâthâpy, épouse de Khâsekhemouy et mère de Djéser ainsi qu'une maison de la reine-mère, non nommée, mais qui devait être Mérésânkh Ire s'il a occupé son poste sous le règne de Snéfrou,.
Grâce à ses fonctions qui ont contribué à sa fortune personnelle, il lègue, comme l'atteste les inscriptions de sa chapelle, un certain nombre de terrains : 3 hectares de terrain dans le 2e nome, 33 hectares dans le 16e nome et 50 hectares situés dans une ou des zones indéfinies. Ces terrains, très importants pour l'époque, ne sont pas que des terrains à cultiver mais aussi le bétail qui y paît et les hameaux de cultivateurs et d'éleveurs qui s'y trouvent. À ces richesses doivent aussi s'ajouter celles qu'il hérita de son père.
Metjen a cité plusieurs titres dans sa tombe, dont :
- « Grand des dix de Haute-Égypte » (égyptien : Wr-mḏ-s̆mˁw)[4],
- « Confident du roi » (égyptien : Rḫ-nsw.t)[4],
- « Conseiller privé » (égyptien : Sȝˁb),
- « Chef de missions » (égyptien : jmy-rȝ wpt)[2],
- Ḥrj-wḏb-n-zȝb, fonction administrative dans le nome du Taureau de la montagne[1],
- Ḥrj-sḳr-Ḫȝsww (?), fonction administrative dans le nome du Taureau de la montagne (?)[1],
- « Administrateur du nome du Taureau de la montagne » (égyptien : ˁḏ-mr-Ḫȝsww)[1],[2],
- « Administrateur du nome du Dauphin » (égyptien : ˁḏ-mr-Ḥȝt-mḥyt)[2],
- « Administrateur du nome du Neith » (égyptien : ˁḏ-mr-N.t)[note 2],[2],
- « Administrateur du nome de l'Occident » (égyptien : ˁḏ-mr-Imnt.t)[2],
- « Administrateur du nome du Harpon » (égyptien : ˁḏ-mr-Ḥww)[note 3],[2],
- « Administrateur du nome de la Cuisse » (égyptien : ˁḏ-mr-Ḫps̆)[5],[2],
- « Gouverneur du domaine de dotation du roi Houni dans le nome de la Cuisse » (égyptien : Ḥḳȝ-ḥw.t-Nswḥw(w)-Ḫps̆)[1],
- « Gouverneur de la maison du Ka de la reine Nimaâthâpy » (égyptien : Ḥḳȝ-ḥw.t-kȝ-N(y)-Mȝˁ.t-Ḥp(w))[4],
- « Serviteur de la maison de la reine-mère » (égyptien : Ḥm-pr-mw.t-nsw.t)[6],[4],
- « Superviseur de la section de redistribution (du Trésor) » (égyptien : Sḥḏ-pr-ḥrj-wḏb)[7].

## Sépulture
Son mastaba a été retrouvé à Saqqarah (L6), au nord de la pyramide à degrés de Djéser, par Karl Richard Lepsius lors de l'expédition prussienne dont il assura la direction au milieu du XIXe siècle.
Il a livré des statues du défunt ainsi que des stèles. Les reliefs qui couvrent les murs illustrent les sujets funéraires classiques des mastaba. Une paroi de la tombe donne la biographie de Metjen qui meurt sans doute à la fin du règne du roi ou au début de celui de son fils Khéops. C’est l’un des plus anciens textes du genre biographique connu pour l’Ancien Empire.
Après avoir décliné les fonctions que Metjen occupait et sa progression à travers l’administration royale, le texte donne une liste de domaines qu’il reçut par décret royal afin d’assurer sa subsistance d’une part et d’autre part d’établir son culte funéraire.
Il lui est accordé ainsi douze domaines nommés Shet-Metjen répartis dans trois nomes du delta du Nil, le nome saïte, xoïte et sekhemite. Ils produisaient à son bénéfice du lin, du vin, du bétail et tout produit issu de l’agriculture. 
Le décret prévoit également un don quotidien de cent pains en provenance du domaine funéraire de la reine Nimaâthâpy, mère des enfants royaux. En outre une maison de deux cents coudées de côté fut offerte à Metjen avec tout son équipement et le personnel nécessaire à son entretien. Les dimensions des terres accordées sur le domaine royal sont impressionnantes démontrant l’importance du personnage auprès du roi : deux mille aroures enclos, comportant vignes, vergers garnis de figuiers et autres arbres fruitiers ainsi qu’un lac de plaisance. L’ensemble étant bien évidemment accompagné des paysans et serviteurs nécessaires pour la gestion et l’exploitation des domaines, laissant imaginer un nombre important de bourgades dans lesquels ces personnels vivaient avec leurs familles.
Ces informations du début de la IVe dynastie nous éclairent sur une pratique qui s’accroîtra tout au long de l’Ancien Empire démontrant par là même qu’un simple particulier pouvait par ses propres compétences se hisser dans la hiérarchie et la cour royale et en être largement récompensé par le roi en personne.